# Leptopteris fraseri
Leptopteris fraseri là một loài dương xỉ trong họ Osmundaceae. Loài này được Hook. & Grev. C.Presl mô tả khoa học đầu tiên năm 1845.